# アドバンテージ
アドバンテージとは、前進や優位性という意味の英語（advantage）であるが、ここでは特にスポーツにおける意味を扱う。スポーツにおいて「アドバンテージ」とは、以下の意味で用いられる。
1. 反則が生じた際に、反則を受けたチームが有利となる場合に罰則を適用しないこと[1]。
2. 得点等で優位にある状態。

## 反則に関する「アドバンテージ」
プレー中に反則が発生しても、その直後の状況が反則を受けた側に優位に働いている場合に、プレーを止めず続行させることをいう。反則に伴う罰則はその後のプレーが途切れた時点で下される。ラグビーやサッカーで採用されることで知られるが、その取り扱い（特にアドバンテージ発生後の取り扱い）が微妙に異なる。
ラグビー（ラグビーユニオン）の場合
競技規則第7条に規定がある。
アドバンテージの状態になったときには、レフリー（主審）はアドバンテージを得たチーム側の腕を挙げてアドバンテージの状態にあることを示す。
アドバンテージ後、反則を受けたチームが利益を得たとみなした場合（得点につながった場合や大きく陣地を挽回した場合など）はそのままアドバンテージを終了させるが、レフリーが反則を受けたチームが利益を得そうにないと判断した（反則を受けたチームの攻撃が止まるなど）か、反則を受けたチームがその後の攻撃で反則を犯した場合は、アドバンテージ発生時点までプレーを戻してペナルティを適用する。
サッカーの場合
競技規則第5条に規定がある。
アドバンテージの状態になったときには、主審はアドバンテージを得たチームの攻撃方向に両手を差し出してアドバンテージの状態にあることを示す。
予期したアドバンテージがそのとき、または、数秒以内に実現しなかった場合、その反則を罰するが、そうでない場合はプレーを続行する。
警告や退場となるべき反則に対して、主審がアドバンテージを適用したとき、この警告や退場処置は、次にボールがアウトオブプレーになったときに行う。
ハンドボールの場合
競技規則第13条に「フリースローの判定」として規定がある。
プレーを中断しフリースローを与える状況について「ボールを所持しているチームが反則したとき」「相手チームの反則によりボールを失ったとき」と指定があり（13の1）、加えてレフェリーは「フリースローの判定によって競技を早まって中断しないよう、競技を継続させなければならない」とあり（13の2）、反則があった場合でも、反則を受けた側がボールを保持している場合は原則としてプレーを続行させアドバンテージの状態とすることとされている。
罰則を与えるべき違反行為に対して、レフェリーがアドバンテージを適用したときは、次にプレーが中断したときに罰則を与える。
ハンドボールは攻撃の展開が速く、プレーの中断自体が防御側に有利に働くため、レフェリーによる無闇な中断を避けるための規定といえる。
反則を受けたチームが有利になるという点で公平な制度であるが、ラグビーでは「アドバンテージを受けた側が不利になるまでアドバンテージが続く」ため、思い切った攻撃が続けられるのに対し、サッカーやハンドボールでは「アドバンテージを受けてしばらくの間を過ぎるとアドバンテージが終了する（反則に伴うプレー中断をなかったものとする）」ため、素早いリスタートを行ったときとあまり状況が変わらない。

## 得点等についての「アドバンテージ」
テニス
デュースの項を参照のこと。
ブラジリアン柔術
ポイントの一部として判定に使用される。基本的にはポイントで勝敗を決するが、ポイントが完全にない（引き分け状態）の時に、攻勢点としてアドバンテージがある方が勝利する。それもない場合はレフェリーの独断で勝敗を決める。詳細はブラジリアン柔術を参照。
日本野球機構
2004年・2005年のパシフィック・リーグにおけるプレーオフ（レギュラーシーズン上位3チームによる決勝トーナメント大会）では、2ndステージ（決勝戦）にシードされた1位チームと、1stステージ（1回戦。2位対3位）の勝利チームのゲーム差が5ゲーム以上あった場合、1位チームに1勝分を与えるものとされた。また2006年の同プレーオフ、ならびに2008年以降のクライマックスシリーズ（セントラル・リーグ、パシフィック・リーグともに導入）では、やはりファイナルステージ（決勝戦。2009年以前は2ndステージ）各リーグ1位チームに無条件に1勝分が与えられた。これらの1勝の差をアドバンテージと称した。詳細は各記事を参照。
日本女子プロ野球機構
2013年度の大会における4チーム対抗戦「ティアラカップ」の1位獲得回数の多い2チームによるプレーオフ「ティアラカップ女王決定戦」（2試合制）で採用。1位獲得の最も多いチームにあらかじめ1勝分のアドバンテージを与え、それを含め2勝したチームの優勝。よって1位は1勝すればグランドチャンピオンとなる。
2015年度は、正加盟3チームのリーグ戦で、それぞれのステージ1位チーム同士で行う「日本シリーズ女王決定戦」（3戦2勝制）で、前後期同じチームが1位で終了した場合は年間勝率2位のチームに出場権を与え、勝率1位チーム（=前後期完全1位チーム）に対しては1勝分のアドバンテージを付与する「2戦2勝制」とする。
韓国野球委員会
2015年度から、プレーオフトーナメント1回戦にあたる「ワイルドカード代表決定戦」（レギュラーシーズン4位対5位の対戦）にて採用。ワイルドカードにノミネートされた2チームのうち、4位チームに予め1勝分を与え、それを含めた先に2勝したチームが、準プレーオフ（2回戦）に進出できる。なお第1戦が引き分けで終わった場合と、第2戦との通算で1勝1敗1引き分けのタイとなった場合は、両チーム間の順位で上位となる4位チームが準プレーオフに進出できる
日本フットサルリーグ（Fリーグ）
2012年-2013年度の大会より採用。この年は上位3チームによるプレーオフの決勝戦（4戦制）で、先に3勝したチームが優勝であるが、プロ野球に倣い、レギュラーシーズン1位のチームにはあらかじめ1勝分のアドバンテージを与えるので、2勝すれば優勝である。
2013年-2014年度は2シーズン制を採用し、プレーオフ決勝戦（2戦制）で、2勝（ないしは1勝1分け）したチームの優勝だが、この場合でも順位ポイントの1位チームに1勝のアドバンテージがあるので、1勝すれば優勝である。2014年-2015年度は1シーズン制としたが、上位5チームでのプレーオフの決勝は2013-14年度の方式に同じである。
プレミアリーグ (バレーボール)
2014年-2015年度シーズンで採用。レギュラーラウンド（1次リーグ）の順位を基に、ファイナル6（2次リーグ）では1位に5点、2位に4点…6位に0点というように、予め順位に応じた持ち点を配分し、これに試合ごとの勝ち点（3-0・3-1の勝ち3点、フルセット（3-2）の勝ち2点、フルセット（2-3）の負け1点、1-3・0-3の負け0点）を加算する方式を取っている。この2次リーグの成績を参考として、上位3チームが決勝トーナメントに進出（1位はファイナル<決勝戦>シード、2位と3位でファイナル3<準決勝>を争う）。
V.LEAGUE
プレーオフシリーズ「FINAL3」の準決勝に採用。2勝制であるが、2位のチームにはあらかじめ1勝分を与え、2位チームが勝てばそのまま決勝戦（2試合制）進出、3位チームが勝った場合は準決勝の試合終了後に「ゴールデン・セット」（25点1セットマッチ）を行う。